# Shinkansen série E6
Les Shinkansen série E6 (新幹線E6系電車, Shinkansen E6-kei densha) sont des rames automotrices électriques à grande vitesse appartenant à la JR East et qui sont exploitées depuis le 16 mars 2013 sur les lignes Shinkansen Tōhoku et Akita au Japon.

## Caractéristiques générales
La conception du Shinkansen E6 découle directement de la rame expérimentale Fastech 360Z. Sa vitesse maximale était au départ de 300 km/h, puis portée à 320 km/h depuis 2014. Une rame comprend 7 caisses, dont 5 sont motorisées (M-R-3M-R-M).
Les Shinkansen E6 ont un gabarit réduit par rapport aux autres modèles de Shinkansen pour pouvoir circuler sur la ligne mini-shinkansen Akita qui utilise des portions de lignes classiques converties à l'écartement standard.
Les voitures sont numérotées de 11 à 17 avec des rangées de 4 sièges (2+2). La voiture 12 est réservée à la Green car (la première classe).
La livrée extérieure est rouge et blanche. La forme générale du train est censée évoquer les démons Namahage. Elle a été conçue par la société Ken Okuyama Design.

## Services
Les Shinkansen E6 assurent l'ensemble des services Komachi entre Tokyo et Akita. Ils remplacent sur ce service les Shinkansen E3. De Tokyo à Morioka, les Shinkansen E6 sont accouplés à un Shinkansen E5 ou H5.

## Photos

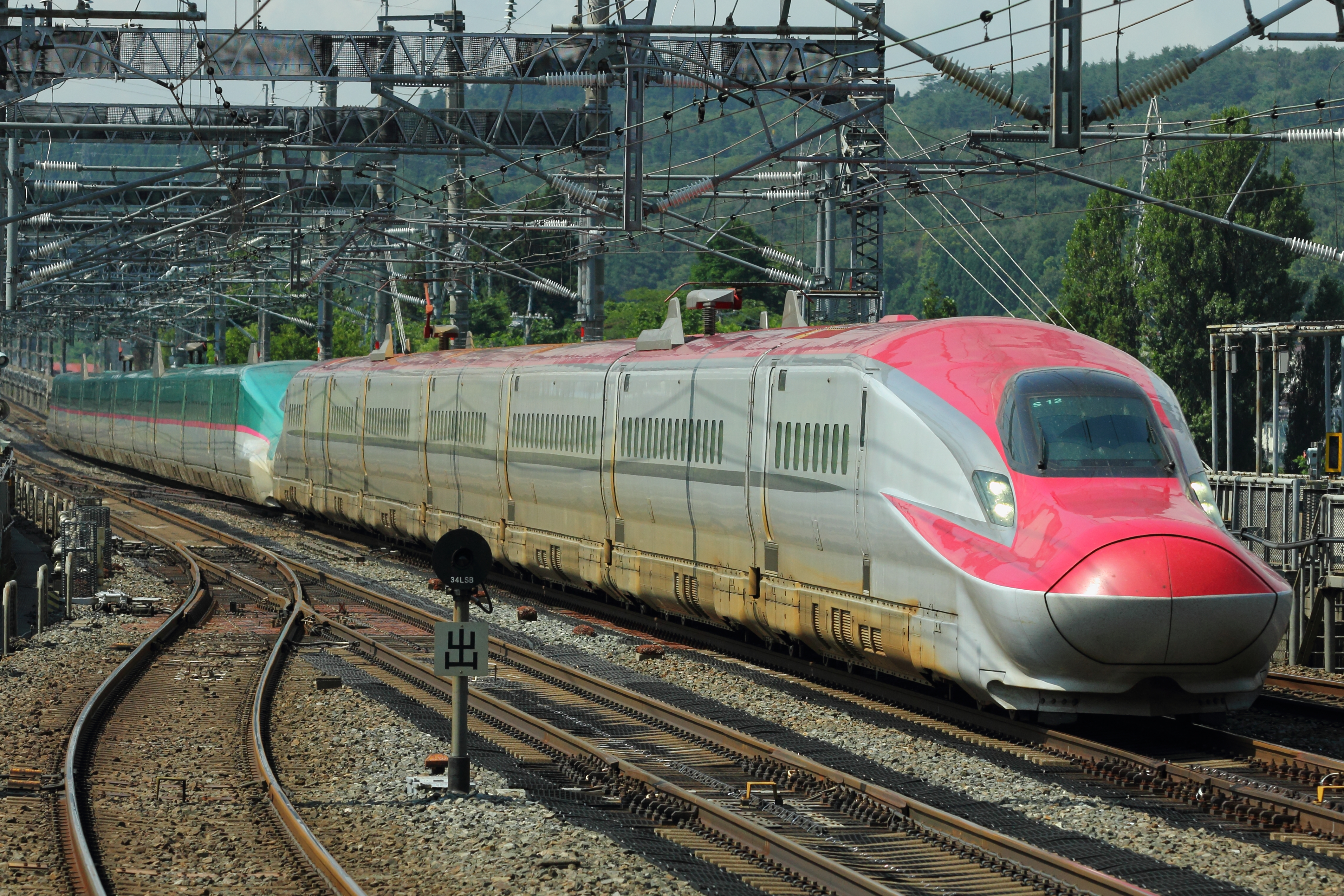
Shinkansen E6 couplé à un Shinkansen E5
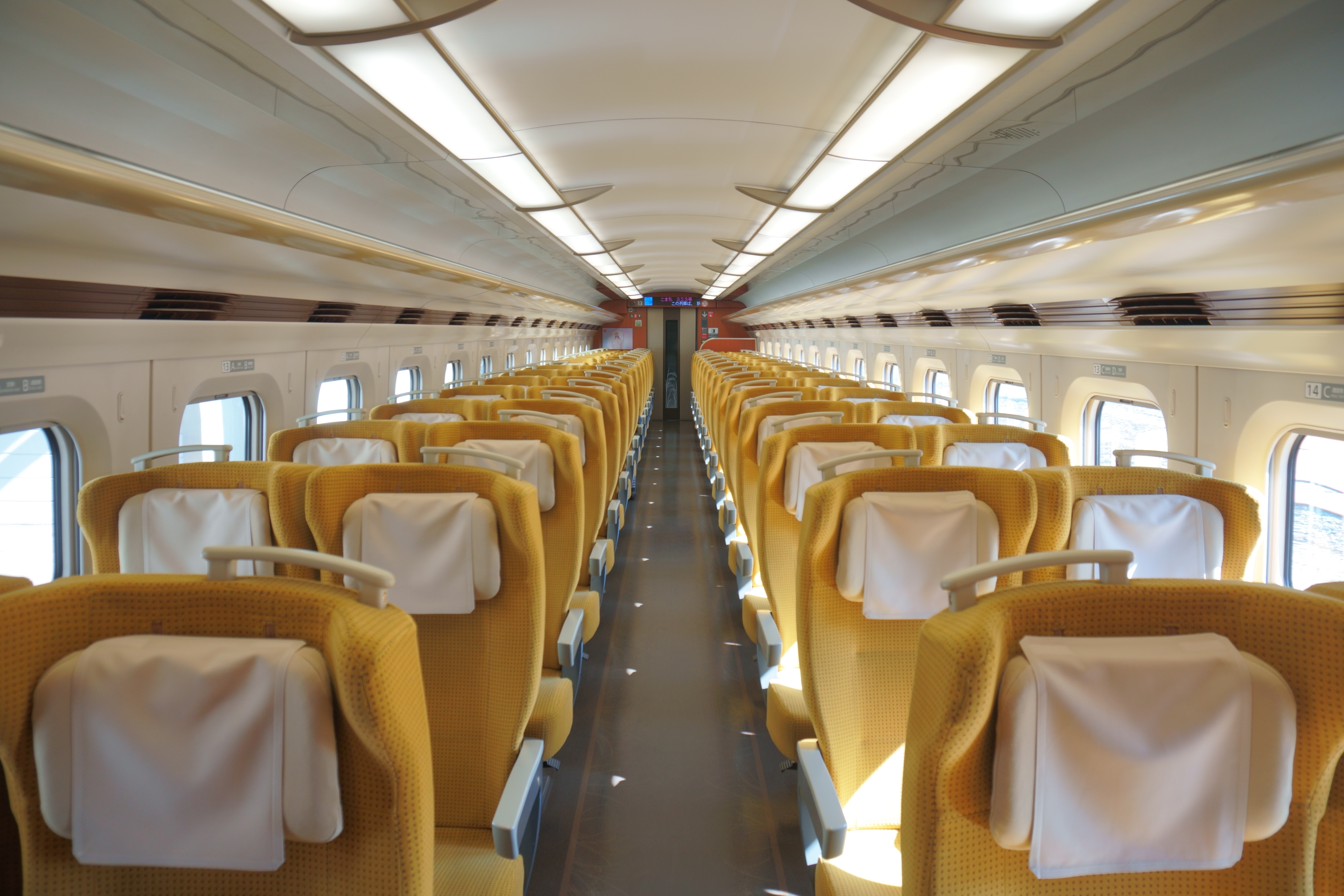
Intérieur de la classe standard d'un Shinkansen E6
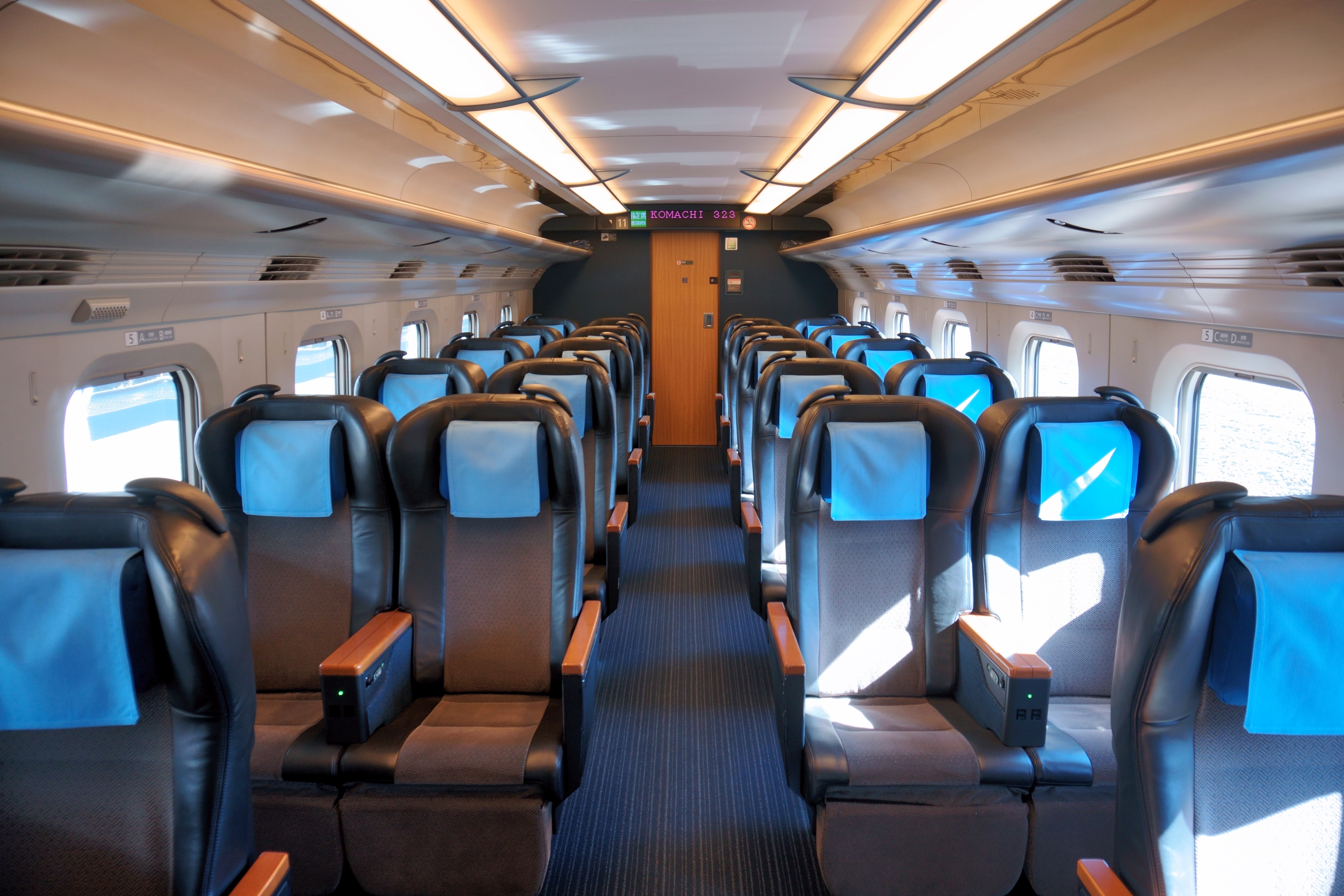
Intérieur de la Green car d'un Shinkansen E6